# Мухтарлы, Афган Сабир оглы
Афган Мухтарлы (9 января 1974; Ашагы-Тала, Загатальский район, Азербайджансккая ССР, СССР) — азербайджанский журналист, активист и правозащитник.

## Деятельность
Работал в газете «Ени Мусават», сотрудничал с независимым новостным агентством Meydan TV, Институтом по освещению войны и мира (IWPR) и международной журналистской сетью OCCRP.
Основной темой его материалов была коррупция в Азербайджане. Стал известен, в том числе, благодаря своим журналистским расследованиям коррупции в Министерстве обороны Азербайджана.
С 2015 года Афган Мухтарлы и его жена, журналистка Лейла Мустафаева, жили в добровольном изгнании в Грузии, так как в Азербайджане им угрожали за журналистскую деятельность.

## Похищение и арест
29 мая 2017 года Мухтарлы был похищен в Тбилиси, а днем позже арестован в Азербайджане. Согласно сообщению в Facebook, опубликованного его коллегой и независимым журналистом-расследователем Хадиджей Исмайловой, до задержания Мухтарлы расследовал имущество правящей семьи Азербайджана в Грузии.
12 января 2018 года Афган Мухтарлы был приговорен к 6 годам лишения свободы по обвинению в контрабанде валюты, незаконном пересечении границы и сопротивлении полиции. Его похищение, арест и последующий приговор были решительно осуждены рядом зарубежных представительств и правозащитных организаций. Amnesty International признала его узником совести.
Под растущим международным давлением, в частности, разбирательства в Европейском суде по правам человека, 17 марта 2020 года он был освобожден и выслан в Германию, куда тем временем переехала его жена.

## Награды
- «Премия Павла Шеремета» в области журналистики (сентябрь 2017), учреждённая Форумом гражданского общества Восточного партнерства[15]